# Грачаница (манастир)
Вижте пояснителната страница за други значения на Грачаница.
Грачаничкият манастир, наричан и само Грачаница, е сръбски православен женски манастир в Косово, гр. Грачаница, на 2 км югоизточно от столицата Прищина.
Най-известен е с кралската църква „Успение Богородично“.

## Етимология
Името на манастира идва от названието на града, в който се намира. Там се събирали косовете (гарваните) от Косово поле и са грачели → грача → грачаница.

## История
Изграден е от сръбския крал Милутин, завършен през 1311 г. След приключване на военната кампания в македонските земи и изоставянето на Анна Тертер кралят започва да се изявява като ревностен християнин, щедър дарител и радетел за вярата. Стига се и до своеобразна конкуренция в градежите на православни църкви и манастири между Милутин и неговия пореден тъст - византийския император Андроник II. Първоначално кралят възстановява църквата „Богородица Левишка“ в Призрен, а по-сетне съгражда и манастира в Грачаница. Манастирската църква се превръща в най-крупния градеж в Рашка.
Съграждането на манастира от Милутин е също знак за разкаяние за водената с Византия от 1284 до 1299 война, с искане за опрощение на греховете и на предците му към православието, тъй като рашкият велик жупан Вукан през 1093 г. опожарил близкия пограничен византийски (български) средновековен град Липлян. За това свидетелства Анна Комнина в „Алексиада“.

## Архитектура
Кралската църква представлява петкорабна базилика. Архитектурното ѝ решение е оригинално, като я причислява към вардарския стил. Подобно архитектурно решение има единствено църквата "Свети Марко" в Белград от 1920-те години, където са пренесени костите на Стефан Душан от гробницата му в Призрен.
Стенописите, както и в Богородица Левишка, са дело на Михаил Астрап. Манастирската църква е изградена върху руините на храм, посветен на Богородица. На местото първоначално е имало християнска базилика от 6 век.
Някои от фреските в манастирската църква са шедьоври на палеологовия ренесанс. Запазени са портретите на кралското семейство (Стефан Милутин и четвъртата му съпруга Симонида Палеологина), както и на кралицата-майка Елена.

## Културен център
Грачаничкият манастир се превръща във важен културен център в навечерието и по време на османското нашествие на Балканите благодарение на контактите с близкия богат рударски град Ново бърдо. В него е седалището на липлянския охридски архиепископ до 16 век, т.е. до възстановяването на Печката патриаршия през 1557 г.

## Паметник на културата
Манастирът с кралската църква са поставени под защитата на ЮНЕСКО през 2006 г. Те са сред 4-те обекта на православната култура в Косово, които са в списъка на световното културно и природно наследство на ЮНЕСКО от 2004 г.